# Szeptember 19.
Szeptember 19. az év 262. (szökőévben 263.) napja a Gergely-naptár szerint. Az évből még 103 nap van hátra.
Névnapok: Vilhelmina + Dorián, Emili, Január, Jónás, Konstancia, Konstantina, Mária, Sebő, Szabolcs, Szilárda, Tivadar, Tódor, Vilhelma, Vilma

## Események
- 1415 – Alfonz mint aragón trónörökös fogadta az akkor Katalóniához tartozó Perpignanban az Aragón Korona országaiba érkező Luxemburgi Zsigmondot a betegen fekvő apja, I. Ferdinánd király nevében.
- 1532 – A leobersdorfi csata: a német-magyar sereg megsemmisíti I. Szulejmán előreküldött portyázó seregét Bécs közelében.
- 1543 – A győri huszárok a vásárhelyi csatában szétverik a környéket dúló törököket és tatárokat.
- 1544 – A crécyi békeszerződésben I. Ferenc francia király végleg lemond Észak-Itáliáról és Nápolyról, sőt ígéretet tesz V. Károly német-római császárnak, hogy támogatja őt a protestáns rendek elleni küzdelmében.
- 1783 – Montgolfier forrólevegős léggömbjének felszállása a versailles-i kastély parkjában, XVI. Lajos francia király és felesége, Marie Antoinette jelenlétében. A kosárban csak egy tyúk, kacsa és birka van, ember repülését a király nem engedélyezi. A léggömb 8 percet tartózkodik a levegőben és két kilométert repül.
- 1849 – Az amerikai Oaklandben megnyílik az első nyilvános mosoda.
- 1853 – I. Ferenc József osztrák császár és magyar király megtekinti a Bécsbe szállított Szent Koronát, és elrendeli annak a budai várban való őrzését.
- 1857 – Bevezetik Magyarországon az új ezüst forintot.
- 1870 – A porosz hadsereg megkezdi Párizs ostromát.
- 1893 – Új-Zéland elsőként a világon szavazati joggal ruházza fel a nőket
- 1928 – Bemutatják Amerikában az első Mickey egér rajzfilmet.
- 1931 – Statáriális bíráskodást vezetnek be Magyarországon, miután Matuska Szilveszter felrobbantotta a síneket a 10. számú bécsi gyorsvonat alatt a biatorbágyi viadukton. A robbantással először a kommunistákat vádolták.
- 1938 – A müncheni konferencia napja. Csehszlovákia bevonása és megkérdezése nélkül Chamberlain, Daladier, Hitler és Mussolini eldöntik, hogy Csehszlovákia adja át a Német Birodalomnak a Szudétavidéket. Magyarország és Csehszlovákia kormányát felszólítják, kezdjenek tárgyalásokat a magyar területi igényekről.
- 1944 – Brit-amerikai légitámadás a szolnoki pályaudvar ellen.
- 1945 – Németország amerikai megszállási zónájában megalakul Hessen tartomány.
- 1952 – Budapesten leleplezik a korábbi Kossuth-szobor helyére felállított Kossuth-emlékművet.
- 1955 – Argentínában puccsal megdöntik Perón elnök diktatúráját.
- 1956 – Az első interkontinentális kongresszus színes bőrű írókkal és művészekkel, a párizsi Sorbonne egyetemen.
- 1957 – Az első földalatti nukleáris robbantás (Las Vegas, Nevada állam).
- 1959 – Hruscsovot nem engedik be Disneylandbe, biztonsági okokra hivatkozva.
- 1972 – A londoni izraeli követségen bomba robban, egy diplomata meghal.
- 1981 – A Central Parkban rendezett ingyenes koncerten 400 ezren hallgatják  Simon and Garfunkelt.
- 1983 – Saint Kitts és Nevis független állam lesz.
- 1984 – Kína és Egyesült Királyság elkészíti a Hongkong visszaadásáról szóló szerződéstervezetet, melyet később meg is valósítanak.
- 1985 – Földrengés Mexikóban (Richter-skála szerint 6,9 erősségű, 9500 halott).
- 1987 – Az Országgyűlés elfogadja az új adótörvényeket
- 1988
  - Lengyelországban lemond a kormány.
  - Izrael az Ofeq nevű műhold fellövésével a nyolcadik űrhatalommá lép elő.
- 1990 – Lemond Wojciech Jaruzelski lengyel államfő.
- 1991 – Megtalálták "Ötzi"-t, egy több ezer éves mumifikálódott similauni férfit, az Alpok Ötz-völgyi gleccserében, Ausztria és Dél-Tirol határvonalán (jelenleg a Bolzano-i Városi Múzeumban őrzik).
- 1993 – Lengyelországban a LEMP jogutódja, a Demokratikus Baloldali Szövetség nyeri a választásokat, és a következő időszakban a Lengyel Néppárttal koalícióban kormányoz. A néppárti Waldemar Pawlak lesz a kormányfő.
- 1994 – Amerikai csapatok szállják meg Haitit. (Az 1991-ben puccsal hatalomra került Raoul Cédras tábornok távozik, az elűzött Jean-Baptiste Aristide elnök hazatérve kormányt alakít.)
- 2002 – Budapesten aláírják a kormány és a négy parlamenti párt közti megállapodást az Európai Uniós csatlakozást érintő ügyekben való együttműködésről.
- 2022
  - 7,4-es erősségű földrengés rázza meg Mexikó középső részét, egy ember halálát okozva. (Ez a harmadik nagy földrengés Mexikó történetében, mely pont ezen a napon történt. Az 1985-ös 8,1-es erősségű, a 2017-es 7,1-es erősségű.)
  - II. Erzsébet brit királynő temetése.[1]

## Sportesemények
Formula–1
- 1971 –  kanadai nagydíj, Mosport Park - Győztes: Jackie Stewart (Tyrrell Ford)

## Születések
- 866 – VI. (Bölcs) Leó bizánci császár († 912)
- 1377 – IV. Albert osztrák herceg Habsburg-házból származó főherceg († 1404)
- 1551 – III. Henrik francia király († 1589)
- 1749 – Jean Baptiste Joseph Delambre francia matematikus, csillagász († 1822)
- 1784 – Keglevich Gábor politikus, nagybirtokos, Nógrád vármegye főispánja, az MTA tagja († 1854)
- 1802 – Kossuth Lajos ügyvéd, publicista, politikus, Magyarország kormányzója († 1894)
- 1853 – Florentino Ameghino, argentin őslénykutató, antropológus, zoológus és természettörténész († 1911)
- 1878 – idősebb Latabár Árpád magyar színész († 1951)
- 1878 – Stromfeld Aurél katonatiszt, a Magyar Tanácsköztársaság Vörös Hadseregének parancsnoka († 1927)
- 1878 – Sipőcz Jenő ügyvéd, Budapest polgármestere, majd főpolgármestere († 1937)
- 1897 – Tamási Áron Kossuth-díjas magyar író (Egyes források szerint 20-án született.) († 1966)
- 1901 – Joe Pasternak magyar származású filmrendező († 1991)
- 1908 – Mika Waltari finn filozófus, író († 1979)
- 1909 – Ferdinand Anton Ernst Porsche osztrák mérnök, autóipari menedzser, a Porsche sportkocsik névadója († 1998)
- 1909 – Fátyol Mihály cigányprímás, magyar zenész és nótaszerző († 1980)
- 1911 – William Golding Nobel-díjas angol angol író, költő († 1993)
- 1912 – Kurt Sanderling karmester († 2011)
- 1916 – Czakó Jenő Aase-díjas magyar színész, a szolnoki Szigligeti Színház örökös tagja († 2011)
- 1922 – Emil Zátopek olimpiai aranyérmes csehszlovák sportoló, hosszútávfutó. († 2000)
- 1922 – Dana Zátopková olimpiai aranyérmes csehszlovák sportoló († 2020)
- 1922 – Eörsi Gyula állami díjas jogász, akadémikus († 1992)
- 1922 – Majtényi Erik romániai magyar író, költő, műfordító és újságíró, a romániai magyar irodalmi élet jeles személyisége († 1982)
- 1923 – Békés József magyar író, dramaturg († 2006)
- 1924 – Tordon Ákos magyar gyermek- és ifjúsági író, műfordító († 2012)
- 1925 – Abai György magyar műépítész († 1974)
- 1926 – Kosiba Maszatosi Nobel-díjas japán fizikus († 2020)
- 1927 – Görög Mara magyar színésznő († 2014)
- 1929 – Bódis Irén Aase-díjas magyar színésznő († 2015)
- 1930 – Papp Ferenc magyar nyelvész, szlavista, a számítógépes nyelvészet magyarországi atyja, az MTA tagja († 2001)
- 1931 – Mészáros Márta Kossuth-díjas magyar filmrendező
- 1933 – Fenyvesi Máté magyar labdarúgó, állatorvos († 2022)
- 1933 – David McCallum skót színész († 2023)
- 1934 – Brian Epstein angol impresszárió, a The Beatles együttes menedzsere († 1967)
- 1941 – Cass Elliot amerikai énekesnő († 1974)
- 1943 – Körtvélyessy Klára műfordító, szerkesztő († 2020)
- 1944 – Básti István olimpiai bajnok labdarúgó
- 1946 – Brian Henton brit autóversenyző
- 1948 – Jeremy Irons Oscar-díjas angol színész
- 1949 – Twiggy Lawson (szül. Lesley Hornby) angol modell, színésznő
- 1953 – Bernard De Dryver belga autóversenyző
- 1953 – Grażyna Szapołowska lengyel színésznő
- 1956 – Krámer György Harangozó Gyula-díjas magyar táncművész, koreográfus, rendező, balett-igazgató
- 1957 – Darvasi Ilona magyar jelmez- és díszlettervező
- 1958 – Neményi Ádám magyar producer, gyártásvezető († 2015)
- 1964 – Enrico Bertaggia olasz autóversenyző
- 1965 – Nobilis Márió magyar katolikus pap
- 1968 – Lila Downs mexikói énekesnő, a közép-amerikai etno-zenék művésze
- 1969 – Jóhann Jóhannsson izlandi zeneszerző († 2018)
- 1971 – Both Gábor magyar író, költő, fotós
- 1973 – Cristiano Da Matta (Cristiano Monteiro da Matta) brazil autóversenyző
- 1974 – Jimmy Fallon amerikai színész, producer
- 1976 – Karafiáth Orsolya magyar költő
- 1983 – Kirsty Coventry zimbabwei úszónő
- 1984 – Kevin Zegers kanadai színész
- 1987 – Danielle Panabaker amerikai színésznő
- 1989 – Edvi Henrietta magyar színésznő
- 1989 – Tyreke Evans amerikai kosárlabdázó
- 1991 – Tyler Max Neitzel amerikai színész
- 1992 – Gavin Fink amerikai színész
- 2003 – Rudhraksh Jaiswal indiai színész

## Halálozások
- 1693 – Janez Vajkard Valvasor szlovén történész, geográfus (* 1641)
- 1742 – Baconi Incze Máté református lelkész (* 1679)
- 1812 – Meyer Amschel Rothschild német bankár, a Rothschild bankház alapítója (* 1744)
- 1827 – Morten Thrane Brünnich dán zoológus, mineralógus (* 1737)
- 1881 – James A. Garfield az Amerikai Egyesült Államok 20. elnöke, hivatalban 1881-ben (* 1831)
- 1935 – Konsztantyin Eduardovics Ciolkovszkij orosz rakétatudós, pedagógus, író (* 1857)
- 1945 – Csorba György magyar matematikus, fizikus és tanár (* 1869)
- 1952 – Szász Ottó magyar matematikus (* 1884)
- 1962 – Nyikolaj Fjodorovics Pogogyin (Sztukalov) szovjet újságíró, drámaíró (* 1900)
- 1973 – Charles De Tornaco belga autóversenyző (* 1927)
- 1974 – Urbán Ernő magyar író, újságíró (* 1918)
- 1993 – Mihály András Kossuth-díjas magyar zeneszerző, karmester (* 1917)
- 1997 – Dr. Nádasi Alfonz bencés szerzetes, tanár, Kodály Zoltán munkatársa (* 1909)
- 2002 – Hajdú Péter Széchenyi-díjas magyar nyelvész, egyetemi tanár, a Magyar Tudományos Akadémia rendes tagja (* 1923)
- 2004 – Bogsch Árpád az ENSZ Szellemi Tulajdon Világszervezete (WIPO) magyar származású nyugalmazott főigazgatója (* 1919)
- 2006 – Bellák László hétszeres világbajnok magyar asztaliteniszező (* 1911)
- 2009 – Víctor Israel spanyol (katalán) színész (* 1929)
- 2009 – Eduard Zimmermann német újságíró, televíziós szerkesztő, az Aktenzeichen XY nemzetközi bűnüldöző műsor vezetője (* 1929)
- 2010 – Polgár László Kossuth-díjas magyar operaénekes (* 1947)
- 2012 – Víctor Cabedo (Víctor Cabedo Carda) spanyol profi kerékpáros (* 1989)
- 2018 – Kulcsár Győző négyszeres olimpiai bajnok magyar vívó, edző, a nemzet sportolója (* 1940)
- 2019 – Riz Levente magyar történész, tanár, polgármester, országgyűlési képviselő (* 1974)
- 2020 – Varga László alkalmazott matematikus, informatikus, egyetemi tanár (* 1931)

## Nemzeti ünnepek, emléknapok, világnapok
- Saint Kitts és Nevis: függetlenség napja (1983)
- Chile a fegyveres erők napja
- Nemzetközi Beszélj Úgy Mint Egy Kalóz! világnapja